# 2006年中國網球公開賽
2006年中國網球公開賽是一項在中國北京舉行的比賽，為第8屆賽事，場地是硬地球場，在ATP巡迴賽是國際系列賽和在WTA巡迴賽是二級錦標賽。男子賽事於2006年9月11日至9月18日進行；女子賽事於2007年9月18日至9月24日進行。

## 冠軍得主

### 男子單打
马科斯·巴格达蒂斯 擊敗  馬里奧·安契奇（6-4, 6-0）

### 女子單打
斯韦特兰娜·库兹涅佐娃 擊敗  阿梅莉·毛瑞斯莫（6-4, 6-0）

### 男子雙打
馬里奧·安契奇 /  马赫什·布帕蒂 擊敗  米夏埃爾·貝雷爾 /  堅尼夫·卡遜（6-4, 6-3）

### 女子雙打
比希尼婭·魯阿諾·帕斯夸爾 /  保拉·蘇亞雷斯 擊敗  安娜·恰克韋塔澤 /  葉連娜·韋斯寧娜（6-2, 6-4）

## 外部連結
- 官方網址（页面存档备份，存于）